# گسترش (فیلم)
چترباز (به انگلیسی: Spread) فیلمی محصول سال ۲۰۰۹ و به کارگردانی دیوید مکنزی است. در این فیلم بازیگرانی همچون اشتون کوچر، آن هیچ، مارگاریتا لیویوا، سباستین استن، اشلی جانسون، ریچل بلانچارد، اریک بالفور، هارت بوچنر و ریو کارنی ایفای نقش کرده‌اند.